# Повет (село)
 Тази статия е за селото.  За родът растения вижте Повет.  
Повет е село в Южна България. То се намира в община Кърджали, област Кърджали.

## География
Село Повет се намира в планински район.

## Население
Численост и дял на етническите групи според преброяването на населението през 2011 г.:
|                     | Численост | Дял (в %) |
| Общо                | 101       | 100,00    |
| Българи             | 3         | 2,97      |
| Турци               | 97        | 96,03     |
| Цигани              | 0         | 0,00      |
| Други               | 0         | 0,00      |
| Не се самоопределят | 0         | 0,00      |
| Неотговорили        | 1         | 0,99      |